# Valzer
Vals (títol original en italià:Valzer) és una pel·lícula italiana de Salvatore Maira estrenada el 2007, interpretada per Maurizio Micheli, Valeria Solarino, Marina Rocco i Benedicta Boccoli. La pel·lícula és una producció de Stefano Sciarra i fou estrenada a la 64a Mostra Internacional de Cinema de Venècia.
Té la particularitat d'estar filmada en una única seqüència de 90 minuts a l'hotel NH Santo Stefano de Torí.;

## Argument
Assunta treballa en un hotel de luxe; la seva companya, Lucia, fa molt de temps que va deixar la feina a un hotel per intentar treballar al món de l'espectacle, sense informar el seu pare que es troba a la presó de l'Argentina. Des de fa anys, Assunta, que pretén ser Lucia, manté contacte amb el seu pare. Els dos intercanvien nombroses cartes que mantenen vives les esperances de l'home que, lliure, va a l'hotel per conèixer la seva filla i, en canvi, troba a Assunta que ja no pot mentir-li. La comparació entre tots dos és molt forta.

## Repartiment
- Maurizio Micheli: Pare de Lucia
- Valeria Solarino: Assunta
- Marina Rocco: Lucia
- Graziano Piazza: El cap
- Eugenio Allegri: El Professor
- Zaira Berrazouga: Fatima
- Cristina Serafini: Jove gerent
- Giuseppe Moretti: Vittorio
- Francesco Feletti: L'assistent del cap
- Francesco Cordio: Un jove entrenador
- Benedicta Boccoli: Maria
- Rosaria Russo: Donna Hammam

## Premis
- Premi Pasinetti: Menció al cinema
- Premi Pasinetti a la millor actriu: Valeria Solarino
- Premi CICAE: Tokyo International Film Festival
- Premi a la millor edició: Rencontres du Cinéma Italien de Toulouse